# Пятая власть (понятие)
Пя́тая власть (англ. Fifth Estate)— словосочетание, определяющее влиятельную в социуме силу, «политический институт, участвующий в управлении жизнью гражданского общества». Первой, второй, третьей и четвёртой властями являются, соответственно, законодательная, исполнительная, судебная ветви власти и пресса. Данное словосочетание используют в заголовках статей, в том числе и известные журналисты (например, Матвей Ганапольский в газете «Московский комсомолец» или Лариса Кислинская в газете «Совершенно секретно»).

## История
Понятие «Пятая власть» (нем. Die fünfte Gewalt) было предложено ещё немецким историком и правоведом Францем Шнеллером в 1823 году, в его описании истории Французского консулата Наполеона Бонапарта, а именно периодов конца Временного консульства, Десятилетнего консульства и начала Пожизненного консульства последнего. Позже у Шнеллера его позаимствовал Карл Маркс. Однако, Маркс подразумевал главным образом что «пятая власть» является скорее источником остальных четырёх, нежели самостоятельной ветвью власти, способной противостоять остальным.
В США словосочетание Fifth Estate или Fifth Power зачастую используют в отношении профсоюзов и блогосферы (в отношении последней данное словосочетание применяют повсеместно).
Так, согласно словарю общественной власти под редакцией У. С. Мэндела, словосочетание «Пятая власть» используется также для обозначения как в классическом понимании (экономические системы), так и в более современном — это определённые группы, существующие главным образом виртуально в сети Интернет и кардинально влияющие на ситуацию в том или ином регионе/отрасли (имеются в виду так называемые «twitter-революции» и другие интернет-феномены). Также, согласно Мэнделу, Пятая власть является естественным продолжением трёх классических ветвей власти, предложенных ещё Монтескьё, и «четвёртой власти», то есть средств массовой информации.
В России — в отношении организованной преступности, финансистов. В СССР диссиденты называли пятой властью отечественных психиатров.
В России данное словосочетание употребляют также говоря, например, о такой структуре как Русская православная церковь:

В России появилась пятая власть. Это — Русская православная церковь (РПЦ). Новая ветвь с каждым днем заявляет о своих правах все более и более уверенно. И старается распространить свое влияние на разные сферы общественной жизни: на образование, на здравоохранение. Теперь настала очередь СМИ.

Словосочетание употребляют и в отношении интеллигенции, и рассказывая о могуществе спецслужб. Так называют бизнес-сообщество и лоббистов. Впервые на страницах печати данное словосочетание употребил Евгений Додолев в газетах «Московский комсомолец» и «Московская правда» в 1986 году (в публикациях о таком явлении как гласность).
После того как основные комиссии Общественной палаты РФ возглавили известные персоны, её стали называть на страницах газет и деловых изданий «пятой властью».
Значение имеет прежде всего уровень влияния описываемого социального института; характерный пассаж:
Общественная палата должна выражать собой совершенно иной принцип кадрового строительства и деятельности государственных органов — принцип внепартийности. В этом смысле ее можно назвать пятой властью. Но не станет ли Общественная палата вместо пятой ветви власти пятым колесом в телеге Российского Государства?

## Альтернативные значения
- С 1965 года в США издаётся газета с таким названием (Fifth Estate), выходящая раз в две недели.
- Там же есть рок-группа The Fifth Estate, основанная в 1963 году. Есть музыкальный коллектив с таким же названием и в России[34][35].
- В ЖЖ функционирует сообщество, «призванное отстаивать права журналистов независимых интернет-СМИ Украины», называемое «Пятой властью»[36].
- Американское издание Broadcasting однажды назвало себя «Пятой властью» («The Fifth Estate») с выносом на обложку[37][38].